# Trận Hallue
Trận Hallue, còn gọi là Trận La Hallue, là một trận đánh trong cuộc Chiến tranh Pháp-Đức, diễn ra từ ngày 23 cho đến ngày 24 tháng 12 năm 1870. Dù không phải là một trận đánh quyết định, đây là một trận chiến dai dẳng và quyết liệt. Sau một số thắng lợi của quân Đức trong cuộc tấn công của mình, họ đẩy lùi được các cuộc phản kích của quân Pháp. Với chiến thắng của quân đội Phổ do tướng Edwin Freiherr von Manteuffel chỉ huy trong trận chiến này, binh đoàn phía bắc của Pháp do tướng Louis Faidherbe chỉ huy – với thiệt hại nặng nề (chưa kể một số lượng lớn binh lính đào ngũ) – đã bị buộc phải thực hiện cuộc triệt thoái về các pháo đài ở hướng bắc.
Một chiến dịch tấn công của quân đội Pháp đã cho thấy tướng Faidherbe cố gắng tái chiếm Amiens, và thiết lập một vị trí vững mạnh ở đằng sau sông Hallue – chi lưu của sông Somme. Manteuffel – người chỉ huy Binh đoàn thứ nhất của Đức – đã nhanh chóng tiến đánh đối phương, và trong trận đánh diễn ra sau đó: quân đội Đức đã quyết tâm đánh bọc sườn phải của Faidherbe, như ở trận Gravelotte, và tiến công cứ điểm của Faidherbe vào ngày 23 tháng 12 năm 1870. Quân Đức đã giành một số thắng lợi ban đầu, nhưng sau đó gặp bất lợi, và trận chiến đã khiến cho những đội quân tuyển mộ được tổ chức gấp rút của Pháp được đánh giá cao. Từ giữa ngày, quân đội Đức cũng giành thêm thắng lợi, mặc dù có khi Pháo binh Pháp đã chống trả thành công trước sức mạnh của Pháo binh Đức. Quân đội Đức đã làm chủ được nhiều thôn xóm trên sông Hallue, song cái ngày ngắn ngủi đã ngăn cản bước tiến của họ. Trong đêm, Faidherbe đã phát động các cuộc phản công. Vốn không được tổ chức bài bản, đợt phản kích của quân Pháp đã khiến tình hình trở thành một cuộc hỗn chiến, và quân đội Đức đã giành được mọi vị trí mà họ đã chiếm. Thậm chí quân Phổ còn chiếm thêm Daours sau khi đánh bật một cuộc tấn công của quân Pháp. Sang ngày hôm sau (24 tháng 12), Manteuffel tiến hành phòng ngự, song Faidherbe không hề tiến công. Lực lượng trừ bị của Đức cũng đe dọa đến cánh trái của đối phương.
Do quân tiếp viện của Đức đã đến gần, Faidherbe đã tiến hành cuộc rút quân về Arras trong trật tự. Quân Đức không truy đuổi mạnh mẽ, song cũng tóm gọn hàng ngàn tù binh. Không lâu sau đó, Faidherbe đã tiến công quân đội Đức trong trận Bapaume (1871) và một lần nữa bị Manteuffel đánh bại.